# Atlanta Hawks 1985-1986
La stagione 1985-86 degli Atlanta Hawks fu la 37ª nella NBA per la franchigia.
Gli Atlanta Hawks arrivarono secondi nella Central Division della Eastern Conference con un record di 50-32. Nei play-off vinsero il primo turno con gli Detroit Pistons (3-1), perdendo poi la semifinale di conference con i Boston Celtics (4-1).

## Roster
| N° | Naz.                   | Ruolo | Sportivo          | Anno | Alt. | Peso |
| -- | ---------------------- | ----- | ----------------- | ---- | ---- | ---- |
| 1  | Stati Uniti (bandiera) | G     | Ray Williams      | 1954 | 191  | 85   |
| 3  | Stati Uniti (bandiera) | G     | Eddie Johnson     | 1955 | 188  | 82   |
| 4  | Stati Uniti (bandiera) | G     | Spud Webb         | 1963 | 168  | 60   |
| 10 | Stati Uniti (bandiera) | GA    | Randy Wittman     | 1959 | 198  | 95   |
| 12 | Stati Uniti (bandiera) | G     | John Battle       | 1962 | 188  | 79   |
| 12 | Stati Uniti (bandiera) | G     | Sedric Toney      | 1962 | 188  | 81   |
| 16 | Stati Uniti (bandiera) | G     | Johnny Davis      | 1955 | 188  | 77   |
| 21 | Stati Uniti (bandiera) | GA    | Dominique Wilkins | 1960 | 201  | 91   |
| 25 | Stati Uniti (bandiera) | G     | Doc Rivers        | 1961 | 193  | 84   |
| 30 | Stati Uniti (bandiera) | C     | Tree Rollins      | 1955 | 216  | 107  |
| 32 | Stati Uniti (bandiera) | C     | Jon Koncak        | 1963 | 213  | 113  |
| 33 | Stati Uniti (bandiera) | AC    | Antoine Carr      | 1961 | 206  | 102  |
| 42 | Stati Uniti (bandiera) | AC    | Kevin Willis      | 1962 | 213  | 100  |
| 43 | Stati Uniti (bandiera) | A     | Lorenzo Charles   | 1963 | 201  | 102  |
| 44 | Stati Uniti (bandiera) | A     | Scott Hastings    | 1960 | 208  | 107  |
| 53 | Stati Uniti (bandiera) | A     | Cliff Levingston  | 1961 | 203  | 95   |

## Staff tecnico
- Allenatore: Mike Fratello
- Vice-allenatori: Willis Reed, Ron Rothstein, Brendan Suhr